# Martin Lodewijk
Martinus Spyridon Johannes Lodewijk (nacido el 30 de abril de 1939) es un historietista e ilustrador publicitario neerlandés, conocido por series como Agent 327 o Storm.

## Biografía
Martin Lodewijk nació en Róterdam. En 1957, dejó el instituto, y empezó a dibujar historietas, sobre todo de naves espaciales y piratas. En 1959, se publicó su primera tira en el periódico "Het Parool", tras lo cual se especializó en dibujo publicitario. Para la revista de cómic semanal Pep, creó la serie Agent 327 en 1966, además de escribir guiones para otros dibujantes, como Don Lawrence en Storm. Después de que Pep y Sjors se fusionasen en Eppo, Lodewijk llegó a ser su editor en jefe.
En 1973, Martin Lodewijk y su hermano Tim participaron en el concurso cultural Twee voor Twaalf. Ganaron, y volvieron para una edición especial de aniversario en 2005, donde alcanzaron las finales.
En 1978, Lodewijk fue galardonado por el conjunto de su obra con el Stripschapprijs, el premio más importante del cómic holandés. 
En 1999, Martin Lodewijk publicó el comic book más pequeño del mundo; "Minimium bug" (26 mm by 37 mm). Pertenece a la serie del Agent 327.

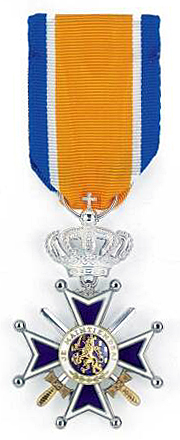
Medalla de Caballero de la Orden de Orange-Nassau

El 29 de abril de 2011 Martin Lodewijk se convirtió en Caballero de la Orden de Orange-Nassau por su méritos como historietista.
A partir de 2004, Lodewijk ha sucedido a Willy Vandersteen y Karel Biddeloo como guionista de De Rode Ridder, con dibujos de Claus Scholz.
Lodewijk ha trabajado en la tercera película de código abierto de la Fundación Blender, Sintel (2010).

## Obra
- Agent 327
- Storm (sólo guionista)
- January Jones
- Johnny Goodbye
- Bernard Voorzichtig
- De Rode Ridder (sólo guionista)
- Lucky Luke, en el álbum La Corde du pendu (1981) (sólo guionista)